# Jost Hochuli
Jost Hochuli (* 8. Juni 1933 in St. Gallen) ist ein Schweizer Grafiker und Buchgestalter. Er lebt und arbeitet in St. Gallen.

## Leben und Werk
Jost Hochuli besuchte von 1952 bis 1954 die Kunstgewerbeschule in St.Gallen und arbeitete danach von 1954 bis 1955 als Volontär bei Rudolf Hostettler in der Druckerei Zollikofer & Co. AG, St.Gallen. In Absprache mit Rudolf Hostettler absolvierte er im Anschluss eine Lehre als Schriftsetzer, die er von 1955 bis 1958 teils in der Druckerei Zollikofer, teils an der Setzerfachklasse der Kunstgewerbeschule Zürich absolvierte, wo er nebenher Schriftkurse bei Walter Käch besuchte. 1958/59, während eines Aufenthalts in Paris, besuchte er an der École Estienne Kurse bei Adrian Frutiger. 
Zurück in St. Gallen eröffnete Jost Hochuli 1959 sein Atelier für Gebrauchsgrafik (Schwerpunkt Industrie- und institutionelle Grafik). 
Heute ist er national und international vor allem für seine herausragenden Arbeiten als Buchgestalter bekannt.
Jost Hochuli war 1979 einer der Mitgründer der VGS Verlagsgemeinschaft (heute Verlagsgenossenschaft) St. Gallen. Der Kleinverlag publiziert vor allem – aber nicht ausschliesslich – Lokales und Regionales. Ab der Gründung bis 2004 leitete Jost Hochuli den Verlag als Präsident, bis 2011 war er zudem für die Gestaltung der Bücher zuständig. Als Herausgeber und Gestalter betreute und betreut Jost Hochuli u. a. die vielbeachteten Serien der Edition Typotron (1983–1998) und der Edition Ostschweiz (seit 2000).
Als Autor publizierte er Bücher und diverse Artikel zu Typografie und Buchgestaltung. Sein Buch Das Detail in der Typografie wurde in den letzten Jahren in elf Sprachen übersetzt und findet unter Fachleuten weite Verbreitung. Weitere bekannte Fachpublikationen sind sein Buch Bücher machen oder der Überblick zur Buchgestaltung in der Schweiz.
Jost Hochuli hat Wissen und Erfahrung immer auch im Unterricht an jüngere Gestalterinnen und Gestalter weitergegeben. Von 1967 bis 1980 war er, als Nachfolger von Walter Käch, an der Kunstgewerbeschule Zürich nebenamtlicher Lehrer für Schrift, später auch für formale Basisausbildung von Grafikern – unterbrochen von einem halbjährigen Studienaufenthalt in England in 1968. Von 1980 bis 1996 war Hochuli nebenamtlicher Lehrer für Schrift an der Schule für Gestaltung in St.Gallen, sowie Leiter des berufsbegleitenden Weiterbildungskurses ‹Typografischer Gestalter›. Eine Berufung als Professor für Schrift, im Speziellen Typografie, an die Universität-Gesamthochschule Essen, hat Hochuli 1988 nicht angenommen.
Jost Hochuli betreut heute als Gestalter immer wieder Buchprojekte, organisiert und kuratiert Ausstellungen zum Thema Buchgestaltung und hält Vorträge, Seminare und Workshops im In- und Ausland. 2010 gründete er mit den Typografen Roland Stieger und Jonas Niedermann die Typefoundry abc litera, die auch seine erste Schrift vertreibt, die Allegra.

## Veröffentlichungen (Auswahl)
- Hochuli, Jost: Das ABC eines Typografen. St.Gallen: VGS Verlagsgemeinschaft St.Gallen, 2011. (Reihe Edition Ostschweiz 12)
- Hochuli, Jost: Das Detail in der Typografie : Buchstabe, Buchstabenabstand, Wort, Wortabstand, Zeile, Zeilenabstand, Kolumne. Sulgen: Niggli, 2005
- Hochuli, Jost: Buchgestaltung in der Schweiz. Zürich: Pro Helvetia, Schweizer Kulturstiftung, (1993 / 1998: 2. Auflage, neu bearbeitet und aktualisiert)
- Hochuli, Jost: Epitaph für Rudolf Hostettler. St.Gallen: VGS Verlagsgemeinschaft St.Gallen, 1983. (Typotron-Heft 1)
- Hochuli, Jost und Kinross, Robin: Bücher machen. Praxis und Theorie. St.Gallen: VGS Verlagsgemeinschaft St.Gallen, 1996
- Hochuli, Jost: Buchgestaltung als Denkschule. Über die Symmetrie im Buch, über Funktion und Funktionalismus in der Buchtypografie und gegen die Ideologisierung gestalterischer Strukturen. Stuttgart: Edition Typografie, 1991 (Stuttgarter Schriftenreihe Typografie)
- Hochuli, Jost (Red.): Jan Tschichold : Typograph und Schriftentwerfer, 1902–1974 : das Lebenswerk. Zürich: Kunstgewerbemuseum, 1976 (Ausstellungskatalog)

## Ausstellungen
- 1983 im Stadtmuseum München, Ignaz-Günther-Haus (mit Gerrit Noordzij) 1989/90 in Warschau, Krakau, Thorn und Posen, 1991 Stuttgart, 1996 London, 1997 St.Gallen, 1998 Mainz (Ausstellung der Typotron-Hefte im Gutenberg-Museum), 1999 Leipzig.
- Kurator und Gestalter der Ausstellung «Buchgestaltung in der Schweiz», 1993, die in verschiedenen Ländern Europas und in den USA und Kanada gezeigt wurde.
- Kurator und Gestalter der Ausstellung «Buchgestaltung in St.Gallen», die in Genf, St.Gallen, Wien, Bregenz, London, Berlin, Karlsruhe und New York gezeigt wurde.

## Auszeichnungen
- Icograda-Ehrenpreis an der Internationalen Buchkunstausstellung IBA 1989 in Leipzig.
- 1999: Gutenberg-Preis der Stadt Leipzig
- 2004: Jan-Tschichold-Preis
- Zahlreiche prämierte Bücher an den Wettbewerben ‹Schönste Schweizer Bücher› und ‹Schönste Bücher aus aller Welt›.
- Ehrenmitglied des Double Crown Club, London.
- Honorary Fellow International Society of Typographic Designers (HonFSTD).
- Senator der Internationalen Gutenberg-Gesellschaft, Mainz.

## Schriftentwürfe
- Allegra (https://www.nouvellenoire.ch)

## Bibliographie
- Bibliographie der VGS

| Personendaten    | Personendaten                        |
| ---------------- | ------------------------------------ |
| NAME             | Hochuli, Jost                        |
| KURZBESCHREIBUNG | Schweizer Grafiker und Buchgestalter |
| GEBURTSDATUM     | 8. Juni 1933                         |
| GEBURTSORT       | St. Gallen                           |